# Зора Крџалић
Зора Крџалић Зага (Башаид, 3. март 1914 — Нови Сад, 5. март 1961) је била професорка, учесница Народноослободилачке борбе и друштвено-политичка радница Народне Републике Србије.

## Биографија
Основну школу похађала је у родном Башаиду и Кикинди. У Кикинди је положила матурски испит. Студије књижевности завршила је на Филозофском факултету у Београду. У гимназијама у Зрењанину и Београду предавала је српски језик.
У Женском покрету је била активна и пре почетка Другог светског рата. Имала је илегалну партијску штампарију у свом стану у Београду, 1940. године, где је писала текстове за партијске листове. У Народноослободилачки покрет (НОП) укључила се 1943. године, када је прешла у Срем где је обављала функцију секретара Среског комитета за илочки срез. Била је активна у Антифашистичком фронту жена (АФЖ).
По завршетку рата именована је за Секретар месног комитета КПЈ у Зрењанину, а потом и за секретара агитпропа Окружног комитета КПС за Нови Сад. Такође, била је члан Извршног већа Војводине, посланик у Покрајинској и Републичкој скупштини, секретар Републичког већа Народне скупштине Републике Србије и члан Главног одбора Народног фронта Војводине и Србије.
Као председник Савеза за просвету и културу АП Војводине, посветила се изградњи и опремању школа и унапређењу наставе у образовним установама у покрајини. Допринела је отварању Економске школе у Кикинди.
Носилац је Партизанске споменице 1941. и других југословенских одликовања, међу којима су — Орден заслуга за народ другог реда и Орден братства и јединства другог реда.
Име Зоре Крџалић Заге носила је Педагошка академија у Кикинди (данас Висока школа струковних студија за образовање васпитача). Испред ове школе била је постављена и бронзана биста Зоре Крџалић, рад академске вајарке Мирославе Којић, која је украдена.